# Jean-Ernest-Anne Sainctavit
Jean-Ernest-Anne Sainctavit, francoski general, * 1880, † 1965.